# Denken und Raten
Denken und Raten: Zeitschrift für Rätselfreunde; Rätsel, Schach, Skat, Bridge war eine Wochenschrift aus dem Zeitungsverlag von August Scherl. Das erste Heft erschien am 7. Oktober 1928. Mit der Nr. 13 vom 27. März 1935 stellte die Zeitschrift ihr Erscheinen ein.
Die Rätselzeitschrift war in mehrere Teile mit Untertiteln für Rätsel, Schach, Skat und Bridge gegliedert. Regelmäßig erschienen Beiträge mit Anleitungen zu Rätseln, Karten- und Brettspielen. Prominentester Autor war Emanuel Lasker. Anfang der 1930er Jahre erschienen analog zu anderen Magazinen sogar Detektivgeschichten in Fortsetzungsserie. Danach wurde der Umfang reduziert und der Preis von 30 auf 20 Reichspfennig herabgesetzt.
Der Schachteil mit dem Untertitel Das Deutsche Schach berichtete in wenigen Seiten über aktuelles Schachgeschehen. Neben Urdrucken und Nachdrucken anspruchsvollerer Schachkompositionen wählte Redakteur Karl Helling in der Rubrik Leichte Aufgaben für den weniger geübten Löser einfachere Aufgaben und Endspiele aus. Auch kleine theoretische Artikel u. a. von Kurt Richter, Hans Klüver, Kurt Laue und Kurt Laib erschienen gelegentlich.
Neben verschiedener Formen von Kreuzworträtseln gehörten Suchbilder, Denksportaufgaben, wie zum Beispiel Springerwanderungen auf verallgemeinerten Schachbrettern in Verbindung zu Rösselsprungaufgaben, in den letzten Jahren Dameaufgaben und anderes mehr zum Angebot.